# Integral (Satellit)
INTEGRAL (International Gamma-Ray Astrophysics Laboratory) ist der Name eines Gammastrahlen-Observatoriums der Europäischen Weltraumorganisation (ESA). Der Satellit besteht aus zwei Hauptteilen: dem Servicemodul und dem Nutzlastmodul, in dem die vier wissenschaftlichen Instrumente untergebracht sind. Astrium lieferte dabei das Antikoinzidenzsystem ACS, welches das Spektrometer vor Interferenzen durch energiereiche Protonen schützt.
INTEGRAL startete am 17. Oktober 2002 an Bord einer russischen Proton-K-Trägerrakete. Zu den Hauptaufgaben der Mission gehört die Erforschung der gewaltigsten Objekte im Universum, die sich durch Gammastrahlung offenbaren. Dazu gehören zum Beispiel Schwarze Löcher (Synchrotronstrahlung) oder Gammablitze.

## Start
Seit dem Start im Oktober 2002 umkreist INTEGRAL die Erde in einer elliptischen Bahn. Diese hat eine Äquatorneigung von 68,3° und befindet sich in einer Höhe zwischen 3300 und 159.000 Kilometern. Dieser exzentrische Orbit ist notwendig, um die Beobachtungszeit außerhalb des Strahlungsgürtels der Erde, der die Messungen beeinträchtigen könnte, zu maximieren.

## Missionsaufgaben
Viele Objekte im Universum strahlen von Zeit zu Zeit große Mengen von Energie ab, entweder in alle Richtungen oder als Jets in kleinen Raumwinkeln. Urheber dieser Ereignisse sind Supernovae, Schwarze Löcher und Gammablitze, die noch wenig verstanden sind. Das Weltraumobservatorium der ESA soll all diese Ereignisse erforschen und zudem viele andere Strahlungsquellen identifizieren.
Die erfolgreiche Mission wurde mehrfach verlängert. Zum 28. Februar 2025 wurde die Sammlung der Wissenschaftsdaten beendet. Im Jahr 2015 wurde ein Manöver ausgeführt, das den Satelliten in eine tiefere Umlaufbahn bringt, sodass die Dauer für den Wiedereintritt deutlich verkürzt wird. Der Wiedereintritt in die Erdatmosphäre ist für Anfang 2029 geplant, somit werden die Richtlinien zur Minimierung von Weltraummüll eingehalten.
INTEGRAL ist eine internationale Mission, an der alle Mitgliedstaaten der ESA, die USA, Russland, Tschechien und Polen beteiligt sind. Für die Mission wurde der modifizierte Satellitenbus von XMM-Newton verwendet.

## Instrumente
Die Nutzlast auf INTEGRAL besteht im Wesentlichen aus vier Instrumenten:
1. Ein bildgebender Sensor (Imager on Board the INTEGRAL Satellite, IBIS) als Gammateleskop erzeugt Bilder im Photonen-Energiebereich von 15 keV bis 10 MeV mit einer Auflösung besser als 12 Bogenminuten.
2. Ein Spektrometer (SPectrometer on INTEGRAL, SPI) ermittelt sehr genau die Energie der Gammastrahlen.
3. Ein Röntgenstrahlenmonitor (Joint European X-Ray Monitor, JEM-X) zur Mithilfe bei der Identifizierung der Gammastrahlenquellen.
4. Eine optische Kamera (Optical Monitoring Camera, OMC) mit CCD-Sensor zur Mithilfe bei der Identifizierung der Gammastrahlenquellen im optischen Bereich.

INTEGRAL erfasst energiereiche Strahlung zwischen 3 keV und 10 MeV.
Der Spektrometer SPI erlaubt es, die harte Gammastrahlung mit außergewöhnlicher Genauigkeit zu messen. Es ist sehr viel sensibler gegenüber der Strahlung als jedes vergleichbare Instrument vorher. SPI besitzt 19 Detektoren aus Germanium, die ständig auf −183 °C gekühlt werden. Um jede Störung der Detektoren zu vermeiden, ist das gesamte Instrument von einer Schutzschicht aus Bismutgermanat-Kristallen umgeben. Eine negative Auswirkung dieses Panzers ist seine große Masse: SPI allein wiegt 1,3 Tonnen. Aus diesem Grund, sowie aufgrund der Abschirmungen an der Struktur mit Bleiplatten kommt das Observatorium auf seine große Gesamtmasse von 4,1 Tonnen vor dem Start. Es ist insgesamt 5 Meter lang und hat 3,7 Meter im Durchmesser.
Der auf Abbildung optimierte Imager IBIS besteht aus zwei Ebenen – ISGRI und PICsIT, die jeweils mit 4096 und 1024 einzelnen Detektoren, wie Pixel in einer CCD-Kamera, bestückt sind.
PICsIT, der untere Detektor, fängt harte Gammaphotonen auf, die durch die obere ISGRI-Ebene einfach durchfliegen.
Der Röntgenmonitor JEM-X besteht aus zwei identischen, gasgefüllten Detektoren, das Prinzip ist ähnlich wie beim deutschen Satelliten ROSAT.
Die optische Kamera besteht aus einem kleinen Teleskop mit etwa 10° Gesichtsfeld und einem CCD mit 1024×1024 Bildpunkten. Eine der Herausforderungen für diese Kamera war es, Glas und CCD hinreichend strahlungsresistent zu fertigen.
Träger der Instrumente und deren Abschirmung ist eine Struktur aus CFK-Sandwichplatten, die auch Schutzschilde gegen die Sonnenstrahlung integriert.

## Technische Probleme
Am 22. September 2021 fiel ein Reaktionsrad aus, der Satellit begann zu taumeln und die Sonnenkollektoren erhielten zu wenig Licht, um die Batterien ausreichend laden zu können. Der Fehler wurde per Fernwartung behoben.